# Cantó de Grenoble-2
El cantó de Grenoble-2  és un cantó francès del departament de la Isèra, situat al districte de Grenoble. Compta amb part del municipi de Grenoble.

## Municipis
- Grenoble

## Història
| Data d'elecció                           | Identitat        | Partit           | Qualitat |
| ---------------------------------------- | ---------------- | ---------------- | -------- |
| 1973-1982                                | Roger Genin      | UDR, després RPR |          |
| 1982-2008                                | Charles Descours | RPR, després UMP |          |
| 2008-                                    | Alain Pilaud     | PS               |          |
| les dades anteriors no són pas conegudes |                  |                  |          |
|                                          |                  |                  |          |

## Demografia
| 1962 | 1968 | 1975 | 1982 | 1990 | 1999   | 2007   |
| ---- | ---- | ---- | ---- | ---- | ------ | ------ |
| -    | -    | -    | -    | -    | 24.836 | 24.649 |